# Ścinawa Nyska (gromada)
Ścinawa Nyska – dawna gromada, czyli najmniejsza jednostka podziału terytorialnego Polskiej Rzeczypospolitej Ludowej w latach 1954–1972.
Gromady, z gromadzkimi radami narodowymi (GRN) jako organami władzy najniższego stopnia na wsi, funkcjonowały od reformy reorganizującej administrację wiejską przeprowadzonej jesienią 1954 do momentu ich zniesienia z dniem 1 stycznia 1973, tym samym wypierając organizację gminną w latach 1954–1972.
Gromadę Ścinawa Nyska z siedzibą GRN w Ścinawie Nyskiej utworzono – jako jedną z 8759 gromad na obszarze Polski – w powiecie nyskim w woj. opolskim, na mocy uchwały nr VII/25/54 WRN w Opolu z dnia 4 października 1954. W skład jednostki weszły obszary dotychczasowych gromad Ścinawa Nyska, Gryżów i Jagielnica ze zniesionej gminy Ścinawa Nyska w tymże powiecie oraz Ścinawa Mała ze zniesionej gminy Śmicz w powiecie prudnickim w tymże województwie. Dla gromady ustalono 20 członków gromadzkiej rady narodowej.
31 grudnia 1959 do gromady Ścinawa Nyska włączono wieś Węża ze zniesionej gromady Włodary w powiecie nyskim oraz wsie Pleśnica i Przydroże Małe z osadą Ligota Ścinawska ze zniesionej gromady Przydroże Małe w powiecie niemodlińskim w tymże województwie.
Gromada przetrwała do końca 1972 roku, czyli do kolejnej reformy gminnej. 1 stycznia 1973 w powiecie nyskim reaktywowano gminę Ścinawa Nyska, zniesioną ponownie 30 października 1975.